# Luguelín Santos
Luguelín Miguel Santos Aquino (Bayaguana, 12 de novembro de 1992) é um atleta dominicano, medalhista olímpico.
Nos Jogos Olímpicos de Verão de 2012, Santos conseguiu a medalha de prata na corrida de 400 metros com a marca de 44.46 segundos. Nos Jogos Olímpicos de Verão de 2020, também obteve a prata na prova de revezamento 4x400 metros misto com o tempo de 3:10.21 minutos, ao lado de Lidio Andrés Feliz, Marileidy Paulino, Anabel Medina e Alexander Ogando.